# دزد کوچک
دزد کوچک یا دختربچهٔ دزد (La Petite Voleuse) فیلمی از کلود میلر با فیلمنامه ای از فرانسوا تروفو و کلود دو ژیوره دو فیلم‌نامه‌نویس فرانسوی است. این فیلم ماجراهای دختر نوجوانی را به تصویر می‌کشد که دست به دزدی‌های متعدد می‌زند و سرانجام مسیر تازه‌ای برای زندگی خود پیدا می‌کند.